# 파도풀

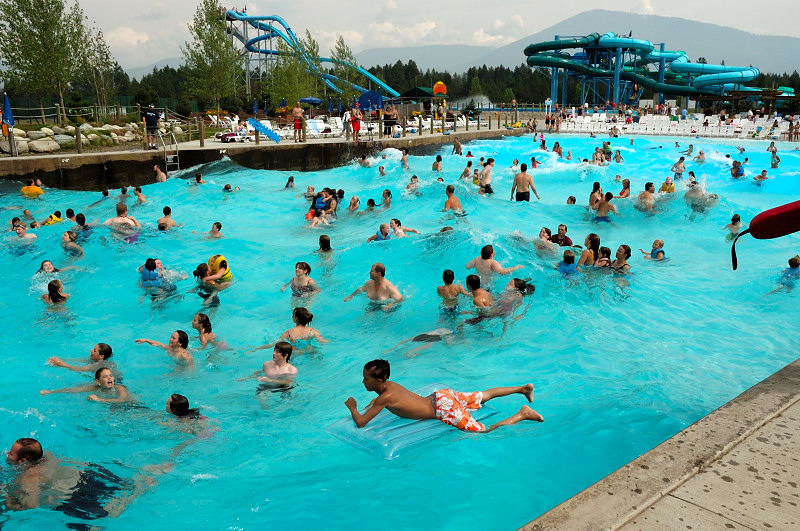
미국 실버우드 테마파크의 파도풀

파도풀이란 인공적으로 파도를 발생시키는 풀장이다. 보통적으로 워터파크에 설치되어있다.

## 특징
파도풀은 상대적으로 낮은 높이의 파도와 높은 높이의 파도가 있다. 그 중 파도가 더 위협적인 곳은 파도가 아래로 떨어진 구간 즉, 갑자기 파도풀의 폭이 넓어진 구간은 파도가 특히 세다. 그래서 이 부분은 주의해야하기 때문에 안전요원이 파도가 올 때 거칠게 해서라도 접근을 막는다. 그러나 이것은 2m와 비슷하거나 더 높은 높이의 파도에서만 크게 작용한다. 즉,수십cm 혹은 1m 내외의 파도에선 크게 작용하지 않는다.

## 역사
파도풀의 기원은 저명한 환상의 성 건축가 루트비히 2세가 쇄파를 만들기 위해 호수에 전기를 흘려보낸 19세기로 거슬러 올라간다.